# Husarz mniejszy
Husarz mniejszy, husarz ciemny (Anax parthenope), dawniej nazywany również husarzem jeziornym – migrujący gatunek ważki różnoskrzydłej z rodziny żagnicowatych (Aeshnidae). 

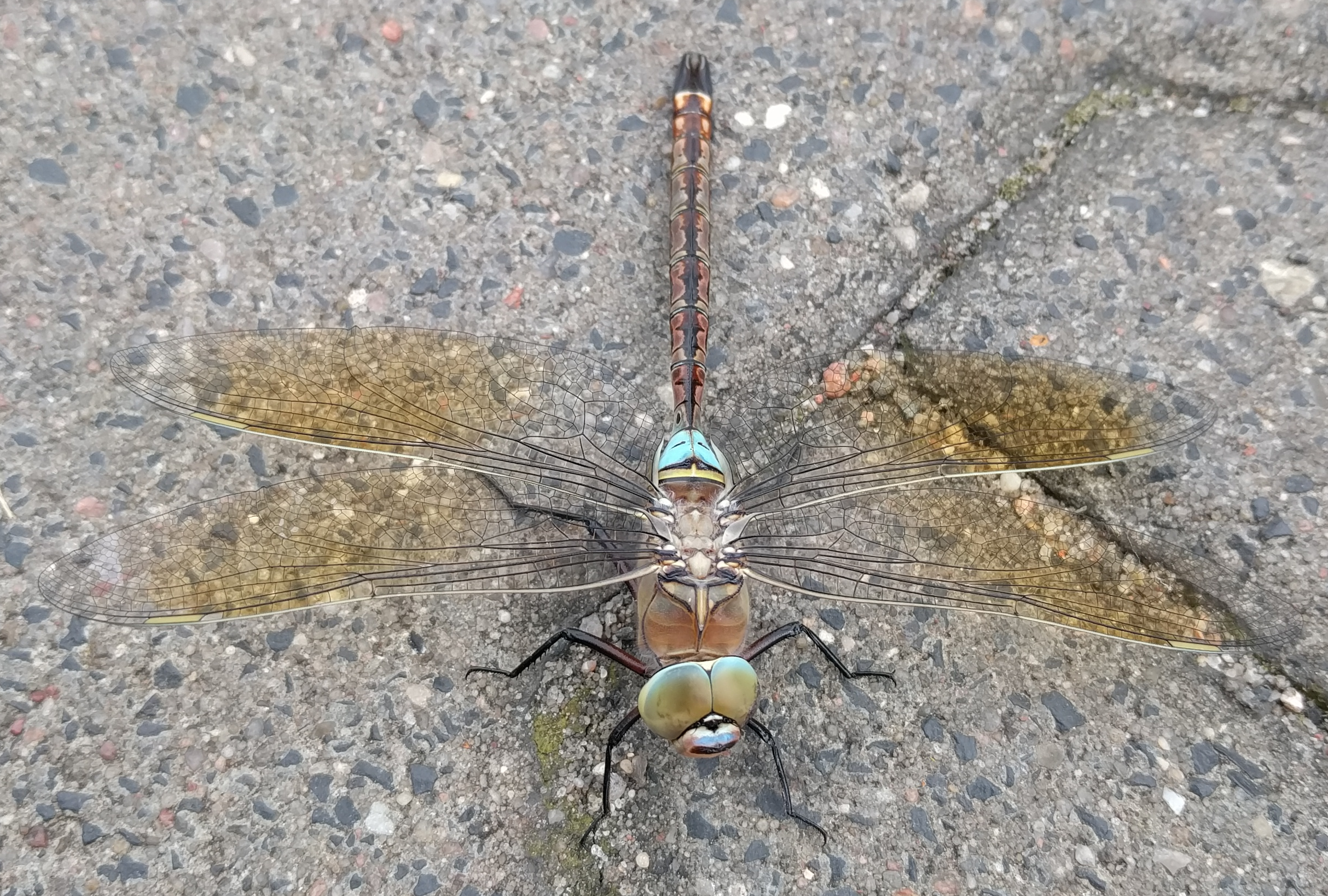
Husarz mniejszy

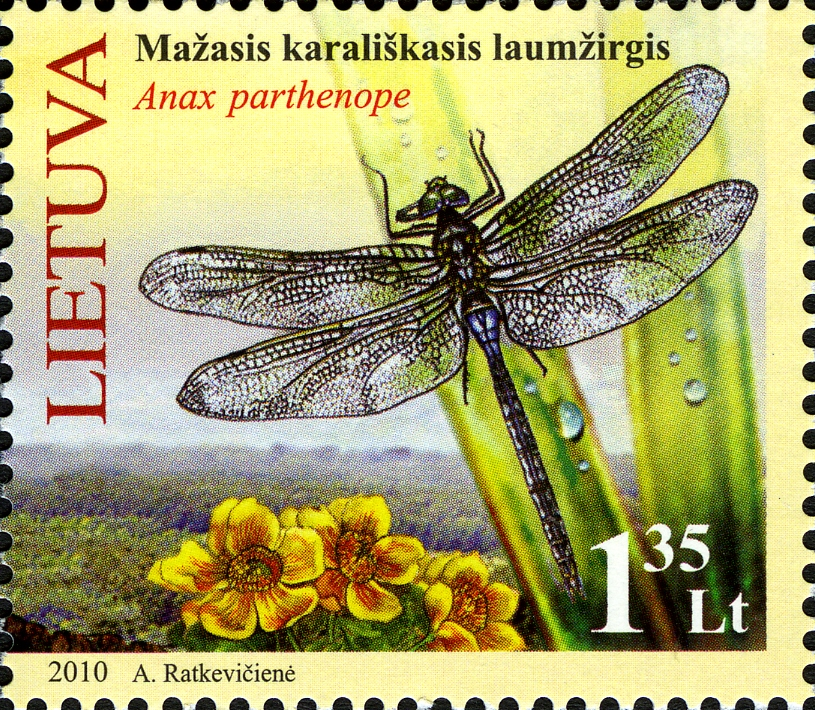
Na litewskim znaczku

Jest szeroko rozprzestrzeniony w Europie, powszechny w Europie Południowej, występuje również w północnej Afryce i w Azji (po Indie, Chiny i Japonię). Zasiedla tereny wokół wód stojących (stawy i jeziora). W rejonie Morza Śródziemnego imago pojawiają się od marca do listopada, a na północnych obszarach jego zasięgu występowania – od czerwca do sierpnia. W Polsce od połowy maja do sierpnia. Od lat 90. XX wieku obserwowane są jego częstsze pojawy w Europie Środkowej i Zachodniej.
Długość ciała 71 mm, rozpiętość skrzydeł 104 mm. Samice mają na głowie (na potylicy) dwa małe rożki.